# Huitième circonscription de l'Hérault
La huitième circonscription de l'Hérault est l'une des 9 circonscriptions législatives françaises que compte le département de l'Hérault (34) situé en région Occitanie. 

## Description géographique et démographique

### Historique
La huitième circonscription de l'Hérault, a été créée par l'ordonnance no 2009-935 du 29 juillet 2009, ratifiée par le Parlement français le 21 janvier 2010. Elle regroupe les divisions administratives suivantes : cantons de Frontignan (moins la commune de Villeneuve-lès-Maguelone), de Montpellier-10 et de Pignan. 
La première élection du député de cette circonscription a eu lieu lors des élections législatives de 2012.

### Depuis 2014
Après le redécoupage des cantons de 2014, la huitième circonscription englobe la grande partie du canton de Frontignan, de Pignan ainsi qu'une partie des cantons Montpellier-1, Montpellier-2 et Montpellier-5 et la commune de Juvignac (canton de Lattes).
A Montpellier, deux zones sont ainsi comprises dans cette circonscription : d'une part un triangle formé par le sud du quartier Celleneuve et la moitié nord-ouest du quartier de La Martelle, et d'autre part un rayon qui part du Peyrou et qui suit l'axe formé par les avenues d'Assas, du Père Soulas et Ernest Hemingway.
Plus précisément, ces deux zones sont délimitées par les voies et limites suivantes (dans le sens des aiguilles d'une montre) : 
- triangle Celleneuve / La Martelle : depuis l'angle nord-ouest du domaine Bonnier de la Mosson, route de Lodève, avenue de Lodève, angle nord-est du parc du château de la piscine, limite est de ce parc, rue du pont de Lavérune, rue des Grèzes, rue de Bionne, rond-point Maurice Gennevaux, départementale 5, limite communale de Juvignac,
- rayon des avenues d'Assas, du Père Soulas et Ernest Hemingway : route de Grabels, rue de la Valsière, rue du Caducée, limite communale de Grabels (ruisseau l'Arrière), route de Ganges, rond-point de la Lyre, route de Ganges, avenue Charles Flahault, rue du Faubourg Saint Jaumes, avenue Chancel, rue Auguste Broussonnet, place Albert 1er, rue du cardinal de Cabrières, rue de l'école de médecine, rue Béchamp, rue du puits du palais, place du château, rue Placentin, rue Foch, rue de la Valfère, rue Poitevine, rue de La Rochelle, rue Saint-Guilhem, rue du Faubourg du Courreau, bordure nord du plan Cabanes, rue Saint-Louis, rue Marcel de Serres, rue Valette, avenue de l'école de l'Agriculture Gabriel Buchet, avenue du professeur Louis Ravaz, rond-point La Pérouse, rue Henri Lagatu, rue de Malbosc, rue de Chambert.

| Nom                     | Code Insee | Intercommunalité                   | Superficie (km2) | Population (dernière pop. légale) | Densité (hab./km2) |
| ----------------------- | ---------- | ---------------------------------- | ---------------- | --------------------------------- | ------------------ |
| Balaruc-les-Bains       | 34023      | CA Sète Agglopôle Méditerranée     | 8,66             | 7 136 (2022)                      | 824                |
| Balaruc-le-Vieux        | 34024      | CA Sète Agglopôle Méditerranée     | 5,92             | 2 749 (2022)                      | 464                |
| Cournonsec              | 34087      | Montpellier Méditerranée Métropole | 12,06            | 3 583 (2022)                      | 297                |
| Cournonterral           | 34088      | Montpellier Méditerranée Métropole | 28,62            | 7 019 (2022)                      | 245                |
| Fabrègues               | 34095      | Montpellier Méditerranée Métropole | 31,46            | 7 200 (2022)                      | 229                |
| Frontignan              | 34108      | CA Sète Agglopôle Méditerranée     | 31,72            | 23 788 (2022)                     | 750                |
| Grabels                 | 34116      | Montpellier Méditerranée Métropole | 16,24            | 9 060 (2022)                      | 558                |
| Juvignac                | 34123      | Montpellier Méditerranée Métropole | 10,83            | 13 776 (2022)                     | 1 272              |
| Montpellier             | 34172      | Montpellier Méditerranée Métropole | 56,88            | 307 101 (2022)                    | 5 399              |
| Mireval                 | 34159      | CA Sète Agglopôle Méditerranée     | 11,05            | 3 301 (2022)                      | 299                |
| Murviel-lès-Montpellier | 34179      | Montpellier Méditerranée Métropole | 10,11            | 2 002 (2022)                      | 198                |
| Pignan                  | 34202      | Montpellier Méditerranée Métropole | 20,32            | 8 326 (2022)                      | 410                |
| Saint-Georges-d'Orques  | 34259      | Montpellier Méditerranée Métropole | 9,31             | 5 707 (2022)                      | 613                |
| Saussan                 | 34295      | Montpellier Méditerranée Métropole | 3,6              | 1 926 (2022)                      | 535                |
| Vic-la-Gardiole         | 34333      | CA Sète Agglopôle Méditerranée     | 18,49            | 3 413 (2022)                      | 185                |

- fraction de la commune de Montpellier incluse dans la circonscription (ancien canton de Montpellier-10) : 40 423 habitants

## Historique des députations
| Législature | Début de mandat | Fin de mandat | Député           | Parti politique | Observations                                                                           |
| ----------- | --------------- | ------------- | ---------------- | --------------- | -------------------------------------------------------------------------------------- |
| XIVe        | 20 juin 2012    | 20 juin 2017  | Christian Assaf  | PS              |                                                                                        |
| XVe         | 21 juin 2017    | 21 juin 2022  | Nicolas Démoulin | LREM            |                                                                                        |
| XVIe        | 22 juin 2022    | 9 juin 2024   | Sylvain Carrière | LFI             | Mandat écourté à la suite d'une dissolution parlementaire décidée par Emmanuel Macron. |
| XVIIe       | 8 juillet 2024  | En cours      | Sylvain Carrière | LFI             |                                                                                        |

## Historique des élections

### Élections législatives de 2012
| Candidat       | Candidat             | Parti                         | Premier tour | Premier tour | Second tour | Second tour |  |
| Candidat       | Candidat             | Parti                         | Voix         | %            | Voix        | %           |  |
| -------------- | -------------------- | ----------------------------- | ------------ | ------------ | ----------- | ----------- |  |
|                | Christian Assaf élu  | PS                            | 16 882       | 36,08        | 24 161      | 55,24       |  |
|                | Arnaud Julien        | UMP                           | 12 381       | 26,46        | 19 579      | 44,76       |  |
|                | Alexandra Poucet     | RBM (FN)                      | 9 704        | 20,74        |             |             |  |
|                | Michel Passet        | FG (PCF)                      | 3 633        | 7,76         |             |             |  |
|                | François Baraize     | EÉLV                          | 1 972        | 4,21         |             |             |  |
|                | Philippe Thinès      | PRG                           | 616          | 1,32         |             |             |  |
|                | Dominique Siccardi   | AÉI                           | 458          | 0,98         |             |             |  |
|                | Anne Arnaudon        | DLR                           | 287          | 0,61         |             |             |  |
|                | Sophie Bietrix       | NPA (GA)                      | 250          | 0,53         |             |             |  |
|                | Fabrice Tavera       | Pirate                        | 234          | 0,50         |             |             |  |
|                | Didier Michel        | LO                            | 172          | 0,37         |             |             |  |
|                | Philippe Rosengarten | Divers (Mouvement anti-radar) | 115          | 0,25         |             |             |  |
|                | Sylvain Perea        | S&P                           | 85           | 0,18         |             |             |  |
|                |                      |                               |              |              |             |             |  |
| Inscrits       | Inscrits             | Inscrits                      | 80 691       | 100,00       | 80 691      | 100,00      |  |
| Abstentions    | Abstentions          | Abstentions                   | 33 112       | 41,04        | 34 958      | 43,32       |  |
| Votants        | Votants              | Votants                       | 47 579       | 58,96        | 45 733      | 56,68       |  |
| Blancs et nuls | Blancs et nuls       | Blancs et nuls                | 790          | 1,66         | 1 993       | 4,36        |  |
| Exprimés       | Exprimés             | Exprimés                      | 46 789       | 98,34        | 43 740      | 95,64       |  |

### Élections législatives de 2017
| Candidat                                                                  | Candidat                | Parti             | Premier tour | Premier tour | Second tour | Second tour |  |
| Candidat                                                                  | Candidat                | Parti             | Voix         | %            | Voix        | %           |  |
| ------------------------------------------------------------------------- | ----------------------- | ----------------- | ------------ | ------------ | ----------- | ----------- |  |
|                                                                           | Nicolas Démoulin élu    | LREM              | 12 954       | 31,26        | 19 757      | 62,85       |  |
|                                                                           | Gérard Prato            | FN                | 8 758        | 21,13        | 11 680      | 37,15       |  |
|                                                                           | Marielle Fenech-Monfort | LFI               | 7 166        | 17,29        |             |             |  |
|                                                                           | Christian Assaf sortant | PS                | 4 235        | 10,22        |             |             |  |
|                                                                           | Arnaud Julien           | LR                | 4 051        | 9,78         |             |             |  |
|                                                                           | Sabria Bouallaga        | Divers écologiste | 879          | 2,12         |             |             |  |
|                                                                           | Max Savy                | PCF               | 835          | 2,01         |             |             |  |
|                                                                           | Charles Khoury          | Divers gauche     | 634          | 1,53         |             |             |  |
|                                                                           | Michel Colas            | DLF               | 543          | 1,31         |             |             |  |
|                                                                           | Laura Andreoletti       | PA                | 523          | 1,26         |             |             |  |
|                                                                           | Romain Mespoulet        | UPR               | 313          | 313          |             |             |  |
|                                                                           | Carlos Ribeiro          | LO                | 300          | 0,72         |             |             |  |
|                                                                           | Thierry Teulade         | ND                | 187          | 0,45         |             |             |  |
|                                                                           | Philippe Maillet        | Divers droite     | 64           | 0,15         |             |             |  |
|                                                                           |                         |                   |              |              |             |             |  |
| Inscrits                                                                  | Inscrits                | Inscrits          | 88 541       | 100,00       | 88 553      | 100,00      |  |
| Abstentions                                                               | Abstentions             | Abstentions       | 46 185       | 52,16        | 52 967      | 59,81       |  |
| Votants                                                                   | Votants                 | Votants           | 42 356       | 47,84        | 35 586      | 40,19       |  |
| Blancs et nuls                                                            | Blancs et nuls          | Blancs et nuls    | 914          | 2,16         | 4 149       | 11,66       |  |
| Exprimés                                                                  | Exprimés                | Exprimés          | 41 442       | 97,84        | 31 437      | 88,34       |  |
| Source : Ministère de l'Intérieur - Huitième circonscription de l'Hérault |                         |                   |              |              |             |             |  |

### Élections législatives de 2022
| Candidat                                                                  | Candidat                   | Parti                                | Premier tour | Premier tour | Second tour | Second tour |  |
| Candidat                                                                  | Candidat                   | Parti                                | Voix         | %            | Voix        | %           |  |
| ------------------------------------------------------------------------- | -------------------------- | ------------------------------------ | ------------ | ------------ | ----------- | ----------- |  |
|                                                                           | Sylvain Carrière élu       | LFI (NUPES)                          | 12 634       | 29,35        | 19 483      | 50,59       |  |
|                                                                           | Cédric Delapierre          | RN                                   | 10 729       | 24,92        | 19 025      | 49,41       |  |
|                                                                           | Jean-François Audrin       | HOR (ENS)                            | 10 453       | 24,28        |             |             |  |
|                                                                           | Franck Sylvestre           | REC                                  | 2 231        | 5,18         |             |             |  |
|                                                                           | Olivier Andrieu            | Divers gauche                        | 1 918        | 4,46         |             |             |  |
|                                                                           | Nathalie Lefeuvre-Roumanos | LR                                   | 1 570        | 3,65         |             |             |  |
|                                                                           | Jean-Baptiste Roger        | Régionaliste (Occitanie País Nòstre) | 1 116        | 2,59         |             |             |  |
|                                                                           | Marie-France Britto        | LMR                                  | 592          | 1,38         |             |             |  |
|                                                                           | Colette Viallard           | LP                                   | 591          | 1,37         |             |             |  |
|                                                                           | Elsa Cesari                | PA                                   | 516          | 1,20         |             |             |  |
|                                                                           | Stanislas Thiry            | LREM (dissident)                     | 468          | 1,09         |             |             |  |
|                                                                           | Thomas Garnier             | LO                                   | 233          | 233          |             |             |  |
|                                                                           |                            |                                      |              |              |             |             |  |
| Inscrits                                                                  | Inscrits                   | Inscrits                             | 94 370       | 100,00       | 94 363      | 100,00      |  |
| Abstentions                                                               | Abstentions                | Abstentions                          | 50 429       | 53,44        | 50 624      | 53,65       |  |
| Votants                                                                   | Votants                    | Votants                              | 43 941       | 46,56        | 43 739      | 46,35       |  |
| Blancs et nuls                                                            | Blancs et nuls             | Blancs et nuls                       | 890          | 2,03         | 5 231       | 11,96       |  |
| Exprimés                                                                  | Exprimés                   | Exprimés                             | 43 051       | 97,97        | 38 508      | 88,04       |  |
| Source : Ministère de l'Intérieur - Huitième circonscription de l'Hérault |                            |                                      |              |              |             |             |  |

### Élections législatives de 2024
Député sortant : Sylvain Carrière (La France insoumise).
| Candidat                 | Candidat                 | Parti et coalition       | Nuance                   | Premier tour | Premier tour | Second tour | Second tour |
| Candidat                 | Candidat                 | Parti et coalition       | Nuance                   | Voix         | %            | Voix        | %           |
| ------------------------ | ------------------------ | ------------------------ | ------------------------ | ------------ | ------------ | ----------- | ----------- |
|                          | Cédric Delapierre        | RN                       | RN                       | 25 831       | 40,12        | 29 446      | 49,67       |
|                          | Sylvain Carrière         | LFI (NFP)                | UG                       | 21 061       | 32,71        | 29 841      | 50,33       |
|                          | Isabelle Autier          | HOR (ENS)                | ENS                      | 10 854       | 16,86        |             |             |
|                          | Bérangère Dubus          | NÉ (UDC)                 | DVD                      | 4 083        | 6,34         |             |             |
|                          | Sabria Bouallaga         | LÉA (RAS)                | ECO                      | 2 019        | 3,14         |             |             |
|                          | Thomas Garnier           | LO                       | EXG                      | 533          | 0,83         |             |             |
|                          |                          |                          |                          |              |              |             |             |
| Votes valides            | Votes valides            | Votes valides            | Votes valides            | 64 381       | 97,45        | 59 287      | 91,14       |
| Votes blancs             | Votes blancs             | Votes blancs             | Votes blancs             | 1 112        | 1,68         | 4 314       | 6,63        |
| Votes nuls               | Votes nuls               | Votes nuls               | Votes nuls               | 571          | 0,86         | 1 452       | 2,23        |
| Total                    | Total                    | Total                    | Total                    | 66 064       | 100          | 65 053      | 100         |
| Abstention               | Abstention               | Abstention               | Abstention               | 29 580       | 30,93        | 30 608      | 32,00       |
| Inscrits / participation | Inscrits / participation | Inscrits / participation | Inscrits / participation | 95 644       | 69,07        | 95 661      | 68,00       |